# Кангсті
Кангсті (ест. Kangsti), також Кангісти (ест. Kangistõ) — село в Естонії, входить до складу волості Варсту, повіту Вирумаа.
За даними перепису 2011 року в селі проживала 61 особа, за національністю — усі естонці.